# Тралери типу «Альбатрос»
Тральщики типу «Альбатрос» — тральщики російського та українського флотів. Збудовано два тральщики цього типу — «Альбатрос» та «Баклан». Протягом 1917—1918 рр. входили до складу ВМС УНР та ВМС Української держави.

## Служба
Перші тральщики чорноморського флоту спеціальної побудови. Конструкція корабля являє собою видозмінену конструкцію рейдового буксиру. Збудовані в 1910 рр. в Одесі, на верфі Белліно-Фендеріх. До липня 1915 р. рахувалися портовими кораблями, потім мобілізовані як тральщики. Брали участь в бойових траленнях в роки Першої світової війни. За часів Гетьманату та УНР входили в склад українського флоту. Тральщик «Альбатрос» 6 липня 1918 р. увійшов до другого дивізіону Одеської бригади тралення. Протягом липня 1918 р. у складі свого з'єднання виконував тралення Одеського рейду. Однотипний з ним «Баклан» 29 квітня підняв українського прапора, але був затриманий німецькими військами в Севастополі. В листопаді того ж року кораблі захопили війська Антанти. З квітня 1919 р. обидва кораблі в складі т.зв. «Морських сил Півдня Росії» (були в резерві). В листопаді 1920 р. обидва кораблі були виведені Врангелем в Константинополь, але 15 листопада 1920 року під час переходу, «Альбатрос» затонув внаслідок шторму. «Баклан» пізніше був переданий французькому урядові і знаходився в Марселі; його подальша доля невідома.